# Pseudectinosoma vandeli
Pseudectinosoma vandeli is een eenoogkreeftjessoort uit de familie van de Ectinosomatidae. De wetenschappelijke naam van de soort is voor het eerst geldig gepubliceerd in 1969 door Rouch.